# Cornelis Willem Opzoomer

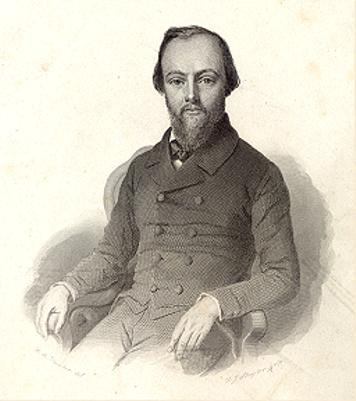
Een jongere Opzoomer

Cornelis Willem Opzoomer (Rotterdam, 20 september 1821 - Oosterbeek, 23 augustus 1892) was een Nederlands jurist, filosoof, logicus en theoloog, in zijn tijd vooral bekend om zijn elfdelig commentaar op het Nederlandse Burgerlijk Wetboek.

## Levensloop
Opzoomer was een zoon van Cornelis Opzoomer en Geertruij Vogel, en een jongere broer van de schilder Simon Opzoomer. Hij studeerde van 1839 tot 1845 rechten aan de Universiteit Leiden. 
In 1846 werd bij buitengewoon hoogleraar en in 1854 gewoon hoogleraar in de wijsbegeerte aan de Universiteit Utrecht. Hier verbleef hij tot zijn eervol ontslag (op eigen verzoek, om gezondheidsredenen) in 1890, waarna hij werd opgevolgd door B.H.C.K. van der Wijck.
Zijn inaugurele rede in 1846 De wijsbegeerte den mensch met zichzelven verzoenende was de eerste inaugurele rede in Nederland, die in het Nederlands, in plaats van in het Latijn, werd uitgesproken. In het studiejaar 1851-52 diende hij als rector magnificus van de Universiteit Utrecht.
Opzoomer was een der voormannen van de Moderne theologie. Hij was medeoprichter van de Nederlandse Protestanten Bond in 1870.
Hij was ook jurist en vertaler van Sophocles en Shakespeare. Verder was hij lid en later algemeen voorzitter van de Koninklijke Nederlandse Akademie van Wetenschappen, KNAW. Bekende leerlingen van Opzoomer waren Mr. Arnold Kerdijk (1846-1905), Bernard van der Wijck (1836-1925), Thomas François Burgers (1834-1881) en tot op zekere hoogte Jan Pieter Nicolaas Land (1834-1897).

## Vernoemingen
Er is een vergaderkamer in de Universiteit van Utrecht en een straat in Utrecht naar hem genoemd. Ook Rotterdam kent een Opzoomerstraat. Bewoners in deze straat namen actie ter verbetering van hun leefomgeving, die later werd aangeduid met het werkwoord opzoomeren.

## Citaten
- "De ware apologie der godsdienst moet paedagogie zijn, opvoeding tot dat ware standpunt van ontwikkeling, waar zich het godsdienstig gevoel van zelf vertoont."
  - Opzoomer, geciteerd in: Allard Pierson. Rigting en leven, Volume 1, 1864. p. 173-74.

- "Er is... eene kleine partij opgestaan (en begrijp ik hetgeen hij bedoelt, dan is dit de zoogenaamde humanistische rigting in de moderne theologie) die van alle christendom en van alle godsdienst afkeerig en met de bitterste vijandschap tegen iedere kerk in het hart, toch niets vuriger zoekt dan het geheele volksonderwijs onder de magt der kerkgenootschappen te brengen. Met een "Christendom boven geloofsverdeeldheid" drijft zij den spot; het is haar de laatste maar hoopeloos zwakke vloeiplank, waarmee men den vloed vruchteloos tracht te keeren, en zij erkent geen christendom dan in de verdeeldheid der sekten, die haar alle even weinig ter harte gaan. En toch ijvert zij, hoe verstandig een onpartijdigheid ! om aan al die sekten den schoonsten triomf en den vruchtbaarsten bodem voor hare werkzaamheid te bezorgen. Zij is lang niet voldaan met het liberalisme, het gaat haar niet ver genoeg; stoutmoedig noemt zij het versleten, en om ons te toonen hoe veel beter en duurzamer kleed zij maken kan, spant zij al hare krachten in om de uiterste reactie, de anti-revolutie en het confessionalisme op het kussen te brengen!"
  - Opzoomer, Vrije Volksschool, p. 11; zoals geciteerd in: Jhr. mr. J.C. de Jonge, "De artikelen 16 en 23 der wet op lager onderwijs," Bijdragen tot de kennis van het staats-, provinciaal- en gemeentebestuur in Nederland, Volume 15. Petri, 1869. p. 415.

- "Hij alleen, die in zijn leven der godsdienst tot eer strekt, kan haar apologeet zijn; haar grootste vijand is hij, die in zijn wandel een schandvlek is voor de godsdienst, die hij verdedigt."
  - Opzoomer, geciteerd in: Bruno Tideman (Jzn.), Marinus Anne Nicolaas Rovers, Uit het oudste christendom, 1880, p. 248.

- "Zoowel de geschiedenis onzer wetgeving als de geschiedenis onzer volksovertuiging en van hetgeen door haar voortdurend als onbetwijfeld recht werd beschouwd, doen ons noodwendig ook aan die gestichten, en hoe men ze verder ook noemen mag, denken, in één woord aan alwat, zonder natuurlijke persoon te zijn "als persoon beschouwd" wordt."
  - Opzoomer (IX, blz. 165), geciteerd in: Fedde van der Tuuk, Ch Miseroy, Maurits Lodewijk van Goudoever (1912), Tijdschrift voor privaatrecht, notariat en fiscaalrecht, 1912. p. 130.

- "Geheel onverschillig blijft het dus voor den rechter, of de wet goed of slecht, billijk of onbillijk, het algemeen belang voordeelig of schadelijk is. Het moet hem genoeg zijn, dat het een wet is. Maar dat onderzoek, of de bepaling dien naam verdient, staat hem dan ook zonder eenigen twijfel vrij; of liever, hij is er toe verplicht, want evenzeer als hij volgens de wet recht moet spreken, moet hij het ook alleen volgens datgene doen, wat waarlijk wet is. Hij moet daarom onderzoeken, of de vormen, door de grondwet aan de gewone wetgeving voorgeschreven, in acht zijn genomen."
  - Opzoomer, geciteerd in: Cornelis Gruys. De strijd over de historische interpretatie. 1933. p. 37

- Er is voor den Staat maar één groot beginsel: het is de bevordering van het ware volksbelang.
  - Opzoomer, geciteerd in: Andries Adriaan van Sandick. Herstel der maatschappij, 1945. p. 60

- "De aanvang des levens rekent men van het ogenblik af waarop het bestaan als foetus, als vrucht, in een eigen bestaan overgaat. Het kenmerk des levens moet datgene zijn wat in het bestaan als foetus nog niet voorkomt, maar eerst aanvangt, zoodra dit is opgehouden, en dat onderscheidende kenmerk bestaat in niets anders dan in de respiratie. Het kind moet dus geademd hebben, zal men kunnen beweren, dat het geleefd heeft."
  - Opzoomer, geciteerd in: Rechtsgeleerd magazin Themis, 1958. p. 433

Citaten over C.J. Opzoomer
- "Volgens mijne meening schrijft Opzoomer veel te veel, en is hij volstrekt niet zulk een bescheiden, zachtmoedig, beminnelijk man als men geneigd zou zijn uit vele van zijne 'gemoedelijke uitboezemingen' op te maken." 
  - F.A. Hartsen, De wijsbegeerte van Prof. J. H. Scholten getoetst, Volume 1, 1867. p. 23. Gezegde uit een kritiek op Opzoomer's "het geloof van onze tijd."